# Värnebäcken
Värnebäcken is een van de (relatief) kleine riviertjes/beekjes die het Zweedse eiland Gotland rijk is. De Värnebäcken ligt ingeklemd tussen het Fardumeträsk en de Valleviken, een baai van de Oostzee. Ze mondt uit in de laatste. De rivier dankt haar naam aan een oude kalkgroeve/kalkoven Värne.